# امعابرال منصور (مكيراس)

تعديل مصدري - تعديل

امعابرال منصور هي إحدى قرى عزلة مكيراس بمديرية مكيراس التابعة لمحافظة البيضاء، بلغ تعداد سكانها 119 نسمة حسب تعداد اليمن لعام 2004.